# Stefaniola houardi
Stefaniola houardi är en tvåvingeart som först beskrevs av Jean-Jacques Kieffer 1912.  Stefaniola houardi ingår i släktet Stefaniola och familjen gallmyggor.
Artens utbredningsområde är Tunisien. Inga underarter finns listade i Catalogue of Life.